# Production Part Approval Process
Pour le clip vidéo, voir Pen-Pineapple-Apple-Pen.
PPAP est l'abréviation de Production Part Approval Process qui se traduit en français par Processus d'Homologation des Pièces de Production (PHPP). Cet outil a été mis en place par les trois grandes entreprises américaines de l'industrie d'automobile Chrysler, Ford et General Motors. La première version de cet outil essentiel (en anglais core tool) a été publiée en février 1993. Ce processus tend à définir tous les cas de figure que l'on peut rencontrer lors d'un processus d'approbation/homologation.
Cet outil rentrait dans le cadre de la norme QS9000. Fin 2006, la certification QS9000 a été remplacée par celle au référentiel ISO/TS 16949, et depuis 2016, par l'IATF 16949.
La dernière version (quatrième) date de mars 2006. Les modifications ont été réalisées pour obtenir une compatibilité avec l'approche processus de l'ISO/TS 16949 : 2002. 